# Новое (Пензенская область)
Но́вое — село Кировского сельсовета Сердобского района Пензенской области.

## География
Посёлок расположен на севере Сердобского района. Расстояние до административного центра сельсовета села Кирово — 2 км, расстояние до районного центра города Сердобск — 38 км.

## История
По исследованиям историка — краеведа Полубоярова М. С., село основано в конце XVIII — начале XIX века в составе Чембарского уезда Пензенской губернии. С 1877 года — село Голодяевской волости Чембарского уезда, с 1896 года — деревня Грязнуха Голодяевской волости. В 1955 году — в Кировском сельсовете Свищёвского района Пензенской области, после упразднения которого в 1959 году передано в Сердобский район . В 1960 году указом Президиума Верховного Совета РСФСР деревня Кирее-Грязнуха переименован в Новую.

## Численность населения
| 1864 | 1877 | 1896 | 1911 | 1926 | 1930 | 1939 |
| ---- | ---- | ---- | ---- | ---- | ---- | ---- |
| 495  | ↗585 | ↘431 | ↗485 | ↗665 | ↗736 | ↘456 |
| 1959 | 1979 | 1989 | 1996 | 2002 | 2010 |      |
| ↘307 | ↘69  | ↘24  | ↘12  | ↘6   | ↘0   |      |

## Улицы
- Луговая.